# Пробіт

Графік функції пробіта

У теорії ймовірностей та статистиці про́біт (англ. probit, від англ. probability unit) — це квантильна функція, що відповідає стандартному нормальному розподілу. Її застосовують в аналізі даних і машинному навчанні, зокрема у розвідувальних статистичних графіках та спеціалізованому регресійному моделюванні бінарних змінних відгуку.
Математично пробіт — це обернення інтегральної функції стандартного нормального розподілу, яку позначують через {\displaystyle \Phi (z)}, отже пробіт визначають як
{\displaystyle \operatorname {probit} (p)=\Phi ^{-1}(p)\quad } для {\displaystyle \quad p\in (0,1)}.
Значною мірою завдяки центральній граничній теоремі, стандартний нормальний розподіл відіграє фундаментальну роль у теорії ймовірностей та статистиці. Якщо врахувати загальновідомий факт, що стандартний нормальний розподіл зосереджує 95 % імовірності між −1.96 і 1.96 і є симетричним відносно нуля, виходить, що
{\displaystyle \Phi (-1.96)=0.025=1-\Phi (1.96).\,\!}
Функція пробіта виконує «обернене» обчислення, повертаючи значення стандартної нормально розподіленої випадкової величини для заданої інтегральної ймовірності. Продовжуючи приклад,
{\displaystyle \operatorname {probit} (0.025)=-1.96=-\operatorname {probit} (0.975)}.
Загалом:
{\displaystyle \Phi (\operatorname {probit} (p))=p}
і
{\displaystyle \operatorname {probit} (\Phi (z))=z.}

## Розвиток концепції
Ідею функції пробіта опублікував 1934 року Честер Іттнер Блісс у журналі Science у статті про обробку таких даних як відсоток шкідників, знищених пестицидом. Блісс запропонував перетворювати відсоток знищених у англ. "probability unit" (або англ. "probit", «пробіт»), лінійно пов'язаний із сучасним визначенням (він визначив його довільно, як рівний 0 для 0.0001 і 1 для 0.9999):
Він додав таблицю для допомоги іншим дослідникам у перетворенні їхніх відсотків знищених у пробіти, які потім можливо було би відкласти навпроти логарифма дози і, як сподівалися, отримати більш-менш пряму лінію. Така так звана пробітова модель і досі є важливою в токсикології, а також в інших галузях. Цей підхід особливо виправданий, якщо дисперсію відгуку можливо пояснити логнормальним розподілом толерантності серед досліджуваних об'єктів, де толерантність конкретного об'єкта — це доза, достатня для отримання потрібного ефекту.
Метод, запропонований Бліссом, було розвинуто далі в книзі Probit Analysis, важливому тексті з токсикологічних застосувань авторства Д. Дж. Фінні. Табличні значення, наведені Фінні, можливо отримати з пробітів, як їх визначено тут, додаванням 5. Цю відмінність підсумовує Коллетт (с. 55): «Початкове визначення пробіта [з доданою 5] було створено насамперед для уникнення роботи з від'ємними пробітами; … Це визначення все ще використовують у деяких колах, але в основних статистичних програмних пакунках для так званого про́бітового ана́лізу (англ. probit analysis) пробіти визначають без додавання 5.» Методологію пробітів, включно з чисельною оптимізацією для наближення функції пробіта, запровадили ще до широкого поширення електронних обчислень. При використанні таблиць було зручно мати завжди додатні пробіти. Звичні галузі застосування не вимагають додатних пробітів.

## Діагностування відхилення розподілу від нормальності
Окрім того, що вона є основою для важливих типів регресії, функція пробіта корисна в статистичному аналізі для діагностування відхилень від нормального розподілу за допомогою методу графіка Q-Q. Якщо набір даних насправді є вибіркою з нормального розподілу, графік цих значень, відкладених проти відповідних оцінок пробітів, буде приблизно лінійним. Конкретні відхилення від нормальності, як-от асиметрію, важкі хвости чи двомодовість, можливо діагностувати на основі виявляння характерних відхилень від лінійності. Хоча графік Q-Q можливо використовувати для порівняння з будь-яким типом розподілу (не лише нормальним), нормальний графік Q-Q є відносно стандартною процедурою розвідувального аналізу даних, оскільки припущення нормальності часто є відправною точкою аналізу.

## Обчислення
ІФР нормального розподілу та її обернена функція не мають замкненого вигляду, тому їх обчислення вимагає обережного застосування чисельних методів. Водночас, ці функції широко доступні в програмному забезпеченні для статистики та ймовірнісного моделювання, а також у табличних редакторах. Наприклад, у Microsoft Excel функція пробіта доступна як norm.s.inv(p). В обчислювальних середовищах, де доступні чисельні втілення оберненої функції похибки, функцію пробіта можливо отримати так:
{\displaystyle \operatorname {probit} (p)={\sqrt {2}}\,\operatorname {erf} ^{-1}(2p-1).}
Одним з прикладів є MATLAB, де доступна функція erfinv. Мова Mathematica втілює InverseErf. Інші середовища безпосередньо втілюють функцію пробіта, як показано в наступному сеансі мови програмування R:
```
> 
qnorm
(
0.025
)

[1] -1.959964

> 
pnorm
(
-1.96
)

[1] 0.02499790

```

Докладну інформацію щодо обчислення оберненої функції похибки можливо знайти в . Вічура пропонує швидкий алгоритм для обчислення функції пробіта з точністю до 16 знаків після коми; саме його втілено в R для породжування випадкових величин для нормального розподілу.

### Звичайне диференціальне рівняння для функції пробіта
Інший підхід до обчислення ґрунтується на формуванні нелінійного звичайного диференціального рівняння (ЗДР) для пробіта за методом Штайнбрехера і Шоу. Якщо позначити функцію пробіта через {\displaystyle w(p)}, то це ЗДР:
{\displaystyle {\frac {dw}{dp}}={\frac {1}{f(w)}}}
де {\displaystyle f(w)} — функція густини ймовірності w.
У випадку гауссового розподілу:
{\displaystyle {\frac {dw}{dp}}={\sqrt {2\pi }}\ e^{\frac {w^{2}}{2}}}
Диференціюємо ще раз:
{\displaystyle {\frac {d^{2}w}{dp^{2}}}=w\left({\frac {dw}{dp}}\right)^{2}}
із початковими умовами
{\displaystyle w\left(1/2\right)=0,}
{\displaystyle w'\left(1/2\right)={\sqrt {2\pi }}.}
Це рівняння можна розв'язати кількома методами, включно з класичним підходом степеневого ряду. Відтак можна побудувати розв'язки довільно високої точності на основі підходу Штайнбрехера до цього ряду для оберненої функції похибки. Розв'язок у вигляді степеневого ряду задається як
{\displaystyle w(p)={\sqrt {\frac {\pi }{2}}}\sum _{k=0}^{\infty }{\frac {d_{k}}{(2k+1)}}(2p-1)^{(2k+1)}}
де коефіцієнти {\displaystyle d_{k}} задовольняють нелінійне рекурентне співвідношення
{\displaystyle d_{k+1}={\frac {\pi }{4}}\sum _{j=0}^{k}{\frac {d_{j}d_{k-j}}{(j+1)(2j+1)}}}
при {\displaystyle d_{0}=1}. У такому вигляді {\displaystyle d_{k+1}/d_{k}\rightarrow 1} при {\displaystyle k\rightarrow \infty }.

## Логіт

Порівняння функції логіта з масштабованим пробітом (тобто оберненою ІФР нормального розподілу), яке порівнює з, що забезпечує нахили похідні в початку координат.

Тісно пов'язані з функцією пробіта (та пробітовою моделлю) — функція логіта й логітова модель. Обернення логістичної функції задається як
{\displaystyle \operatorname {logit} (p)=\log \left({\frac {p}{1-p}}\right).}
Аналогічно пробітовій моделі, можна припустити, що така величина лінійно пов'язана з набором предикторів, що дає в результаті логітову модель, яка, зокрема, лежить в основі логістичної регресії — найпоширенішої форми регресійного аналізу для категорійних даних відгуку. У сучасній статистичній практиці пробітові та логітові моделі регресії часто розглядають як випадки узагальненої лінійної моделі.